# Goma
Goma (původně Ngoma) je město v Demokratické republice Kongo. Je metropolí provincie Severní Kivu a podle odhadů v něm žije okolo milionu obyvatel. Nachází se pod stejnojmennou sopkou na pobřeží jezera Kivu, východně od města prochází státní hranice se Rwandou (rwandské město Gisenyi je vzdáleno asi tři kilometry). Dělí se na dva obvody: vlastní Goma a Karisimbi.
První zprávu o domorodé vesnici přinesl roku 1886 německý cestovatel Gustav Adolf von Götzen. Pod belgickou správou se město stalo ekonomickým centrem regionu. Po vypuknutí rwandské genocidy v roce 1994 zaplavily Gomu a okolí statisíce uprchlíků, špatné hygienické podmínky v provizorních táborech způsobily epidemii cholery. Další destabilizaci oblasti přinesla první válka v Kongu a druhá válka v Kongu, před násilnostmi na venkově hledali mnozí lidé útočiště v Gomě. V lednu 2002 navíc část města poničila erupce nedaleké sopky Nyiragongo, která si vyžádala stovky životů. V listopadu 2012 Gomu obsadili příslušníci protivládní milice M23. Situaci pomohl stabilizovat zásah mise OSN v Kongu.
Ve městě se nachází mezinárodní letiště Goma, sídlí zde veřejná univerzita UNIGOM a cisterciácký klášter Notre Dame du Lac. Každoročně v únoru se koná hudební festival Amani. Nedaleko města se nachází národní park Virunga, turistická infrastruktura je však poničena v důsledku válečných událostí.